# 毛足圆轴蟹
毛足圓盤蟹（学名：Discoplax hirtipes），舊稱毛足圓軸蟹，为地蟹科扁盤蟹屬的动物。分布于日本、夏威夷、东澳大利亚、玻里尼西亚、毛里求斯、台湾岛等地，生活环境为海水，一般穴居于沼泽地带的泥洞中。